# FA Cup 1920-1921
La FA Cup 1920-21 è stata la 46ª edizione della competizione calcistica più antica del mondo, la Football Association Challenge Cup (nota come FA Cup ). Il Tottenham Hotspur Football Club vinse la finale giocata allo Stamford Bridge di Londra, battendo 1-0 il Wolverhampton Wanderers Football Club.

## Calendario
| Round                              | Date                     |
| ---------------------------------- | ------------------------ |
| Turno Extra-Preliminario           | Sabato 11 settembre 1920 |
| Turno Preliminario                 | Sabato 25 settembre 1920 |
| Primo Turno Qualificazione         | Sabato 9 ottobre 1920    |
| Secondo Turno Qualificazione       | Sabato 24 ottobre 1920   |
| Terzo Turno Qualificazione         | Sabato 6 novembre 1920   |
| Quarto Turno Qualificazione        | Sabato 20 novembre 1920  |
| Quinto Turno Qualificazione        | Saturday 4 dicembre 1920 |
| Sesto Turno Qualificazione         | Sabato 18 dicembre 1920  |
| Primo Turno Eliminazione Diretta   | Sabato 8 gennaio 1921    |
| Secondo Turno Eliminazione Diretta | Sabato 29 gennaio 1921   |
| Terzo Turno Eliminazione Diretta   | Sabato 19 febbraio 1921  |
| Quarto Turno Eliminazione Diretta  | Sabato 5 marzo 1921      |
| Semifinali                         | Sabato 19 marzo 1921     |
| Finale                             | Sabato 23 aprile 1921    |

## Primo Turno Eliminazione Diretta
| Gara    | Squadra di casa         | Risultato | Squadra in trasferta | Data            |
| ------- | ----------------------- | --------- | -------------------- | --------------- |
| 1       | Darlington              | 2–2       | Blackpool            | 8 gennaio 1921  |
| Ritorno | Blackpool               | 2–1       | Darlington           | 12 gennaio 1921 |
| 2       | Liverpool               | 1–1       | Manchester United    | 8 gennaio 1921  |
| Ritorno | Manchester United       | 1–2       | Liverpool            | 12 gennaio 1921 |
| 3       | Preston North End       | 2–0       | Bolton Wanderers     | 8 gennaio 1921  |
| 4       | South Shields           | 3–0       | Portsmouth           | 8 gennaio 1921  |
| 5       | Watford                 | 3–0       | Exeter City          | 8 gennaio 1921  |
| 6       | Reading                 | 0–0       | Chelsea              | 8 gennaio 1921  |
| Ritorno | Chelsea                 | 2–2       | Reading              | 12 gennaio 1921 |
| Ritorno | Chelsea                 | 3–1       | Reading              | 17 gennaio 1921 |
| 7       | Leicester City          | 3–7       | Burnley              | 8 gennaio 1921  |
| 8       | Notts County            | 3–0       | West Bromwich Albion | 8 gennaio 1921  |
| 9       | Blackburn               | 1–1       | Fulham               | 8 gennaio 1921  |
| Ritorno | Fulham                  | 1–0       | Blackburn            | 12 gennaio 1921 |
| 10      | Aston Villa             | 2–0       | Bristol City         | 8 gennaio 1921  |
| 11      | Sheffield Wednesday     | 1–0       | West Ham United      | 8 gennaio 1921  |
| 12      | Grimsby Town            | 1–0       | Norwich City         | 8 gennaio 1921  |
| 13      | Wolverhampton Wanderers | 3–2       | Stoke                | 8 gennaio 1921  |
| 14      | Sunderland              | 0–1       | Cardiff City         | 8 gennaio 1921  |
| 15      | Derby County            | 2–0       | Middlesbrough        | 8 gennaio 1921  |
| 16      | Luton Town              | 2–1       | Birmingham           | 8 gennaio 1921  |
| 17      | Everton                 | 1–0       | Stockport County     | 8 gennaio 1921  |
| 18      | Swindon Town            | 1–0       | Sheffield United     | 8 gennaio 1921  |
| 19      | Newcastle United        | 1–1       | Nottingham Forest    | 8 gennaio 1921  |
| Ritorno | Newcastle United        | 2–0       | Nottingham Forest    | 12 gennaio 1921 |
| 20      | Tottenham Hotspur       | 6–2       | Bristol Rovers       | 8 gennaio 1921  |
| 21      | Queens Park Rangers     | 2–0       | Arsenal              | 8 gennaio 1921  |
| 22      | Brentford               | 1–2       | Huddersfield Town    | 8 gennaio 1921  |
| 23      | Northampton Town        | 0–0       | Southampton          | 8 gennaio 1921  |
| Ritorno | Southampton             | 4–1       | Northampton Town     | 12 gennaio 1921 |
| 24      | Brighton & Hove Albion  | 4–1       | Oldham Athletic      | 8 gennaio 1921  |
| 25      | Plymouth Argyle         | 2–0       | Rochdale             | 8 gennaio 1921  |
| 26      | Bradford City           | 3–1       | Barnsley             | 8 gennaio 1921  |
| 27      | Millwall                | 0–3       | Lincoln City         | 8 gennaio 1921  |
| 28      | Hull City               | 3–0       | Bath City            | 8 gennaio 1921  |
| 29      | Crystal Palace          | 2–0       | Manchester City      | 8 gennaio 1921  |
| 30      | Southend United         | 5–1       | Eccles United        | 8 gennaio 1921  |
| 31      | Bradford Park Avenue    | 1–0       | Clapton Orient       | 8 gennaio 1921  |
| 32      | Swansea Town            | 3–0       | Bury                 | 8 gennaio 1921  |

## Secondo Turno Eliminazione Diretta
| Gara    | Squadra di Casa         | Risultato | Squadra in Trasferta    | Data            |
| ------- | ----------------------- | --------- | ----------------------- | --------------- |
| 1       | Burnley                 | 4–2       | Queens Park Rangers     | 29 gennaio 1921 |
| 2       | Preston North End       | 4–1       | Watford                 | 29 gennaio 1921 |
| 3       | South Shields           | 0–4       | Luton Town              | 29 gennaio 1921 |
| 4       | Notts County            | 0–0       | Aston Villa             | 29 gennaio 1921 |
| Ritorno | Aston Villa             | 1–0       | Notts County            | 2 febbraio 1921 |
| 5       | Grimsby Town            | 1–3       | Southampton             | 29 gennaio 1921 |
| 6       | Derby County            | 1–1       | Wolverhampton Wanderers | 29 gennaio 1921 |
| Ritorno | Wolverhampton Wanderers | 1–0       | Derby County            | 2 febbraio 1921 |
| 7       | Lincoln City            | 0–0       | Fulham                  | 29 gennaio 1921 |
| Ritorno | Fulham                  | 1–0       | Lincoln City            | 2 febbraio 1921 |
| 8       | Everton                 | 1–1       | Sheffield Wednesday     | 29 gennaio 1921 |
| Ritorno | Sheffield Wednesday     | 0–1       | Everton                 | 2 febbraio 1921 |
| 9       | Swindon Town            | 0–2       | Chelsea                 | 29 gennaio 1921 |
| 10      | Newcastle United        | 1–0       | Liverpool               | 29 gennaio 1921 |
| 11      | Tottenham Hotspur       | 4–0       | Bradford City           | 29 gennaio 1921 |
| 12      | Brighton & Hove Albion  | 0–0       | Cardiff City            | 29 gennaio 1921 |
| Ritorno | Cardiff City            | 1–0       | Brighton & Hove Albion  | 2 febbraio 1921 |
| 13      | Crystal Palace          | 0–2       | Hull City               | 29 gennaio 1921 |
| 14      | Southend United         | 1–0       | Blackpool               | 29 gennaio 1921 |
| 15      | Bradford Park Avenue    | 0–1       | Huddersfield Town       | 29 gennaio 1921 |
| 16      | Swansea Town            | 1–2       | Plymouth Argyle         | 29 gennaio 1921 |

## Terzo Turno Eliminazione Diretta
| Gara    | Squadra di Casa | Risultato | Squadra in Trasferta    | Data             |
| ------- | --------------- | --------- | ----------------------- | ---------------- |
| 1       | Southampton     | 0–1       | Cardiff City            | 19 febbraio 1921 |
| 2       | Aston Villa     | 2–0       | Huddersfield Town       | 19 febbraio 1921 |
| 3       | Luton Town      | 2–3       | Preston North End       | 19 febbraio 1921 |
| 4       | Everton         | 3–0       | Newcastle United        | 19 febbraio 1921 |
| 5       | Fulham          | 0–1       | Wolverhampton Wanderers | 19 febbraio 1921 |
| 6       | Plymouth Argyle | 0–0       | Chelsea                 | 19 febbraio 1921 |
| Ritorno | Chelsea         | 0–0       | Plymouth Argyle         | 23 febbraio 1921 |
| Ritorno | Chelsea         | 2–1       | Plymouth Argyle         | 28 febbraio 1921 |
| 7       | Hull City       | 3–0       | Burnley                 | 19 febbraio 1921 |
| 8       | Southend United | 1–4       | Tottenham Hotspur       | 19 febbraio 1921 |

## Quarto Turno Eliminazione Diretta
| Gara    | Squadra di Casa   | Risultato | Squadra in Trasferta    | Data         |
| ------- | ----------------- | --------- | ----------------------- | ------------ |
| 1       | Everton           | 0–1       | Wolverhampton Wanderers | 5 marzo 1921 |
| 2       | Tottenham Hotspur | 1–0       | Aston Villa             | 5 marzo 1921 |
| 3       | Hull City         | 0–0       | Preston North End       | 5 marzo 1921 |
| Ritorno | Preston North End | 1–0       | Hull City               | 9 marzo 1921 |
| 4       | Cardiff City      | 1–0       | Chelsea                 | 5 marzo 1921 |

## Semifinali
| Liverpool 19 marzo 1921, ore 15:00 | Wolverhampton Wanderers | 0 – 0 | Cardiff City | Anfield |

Ritorno
| Manchester 23 marzo 1921, ore 15:00 | Wolverhampton Wanderers | 3 – 1 | Cardiff City | Old Trafford |

| Sheffield 19 marzo 1921, ore 15:00 | Tottenham Hotspur | 2 – 1 | Preston North End | Hillsborough |

## Finale

### Dettagli della gara
| Arbitro: | J. Davies (Rainhill) |

|             |           |  |
| Dimmock 53’ | Marcatori |  |

| Tottenham Hotspur | Wolverh'ton Wanderers |